# Anapana
Ānāpāna – technika medytacji polegająca na rozwijaniu uważności (pali sati) oraz skupienia (pali, sanskryt samadhi) na naturalnym oddechu. W trakcie wykonywania medytacji wszelkie pojawiające się myśli są pozostawiane w momencie uświadomienia ich sobie. Celem tej praktyki jest zwiększenie zdolności koncentracji i opanowaniu umysłu. Medytujący tymczasowo uwalnia się od przeszkód (pali nivarana), które zaciemniają umysł. Przeszkody te to:
- Zmysłowe pragnienie (pali kāmacchanda)
- Gniew (pali byāpāda)
- Lenistwo i ociężałość (pali thīna-middha)
- Podniecenie i wyrzuty sumienia (pali uddhacca-kukkucca)
- Sceptyczne wątpienie (pali vicikicchā).

Praktyka ānāpāny polega często na powtarzaniu w myślach "wznoszenie", gdy robi się wdech i "opadanie", gdy wydycha się powietrze. To pomaga w praktyce medytacji początkującym osobom, którym trudniej jest powstrzymać strumień myśli.
Nyanatiloka Mahathera wyjaśnia termin następująco:
"Uważność wdychania i wydychania jest jednym z najważniejszych ćwiczeń służących osiągnięciu skupienia umysłu i czterech Wchłonięć (jhāna). W Satipatthāna Sutcie oraz w innych tekstach podawane są cztery metody praktyki, które także mogą służyć jako podstawa medytacji wglądu. W Traktacie na temat uważności oddechu (Ānāpānasati Sutta, M. 118) i innych tekstach zawartych jest 16 metod, które są podzielone na cztery grupy. Pierwsze trzy odnoszą się zarówno do medytacji wyciszenia (samatha) jak i wglądu, podczas gdy czwarta odnosi się jedynie do czystej praktyki wglądu. Druga i trzecia grupa wymaga osiągnięcia Wchłonięć."
Praktyka ta jest szczegółowo podana w Ānāpānasati Sutcie:

Z uważnym umysłem wdycha on i z uważnym umysłem wydycha.
I. (1) Gdy bierze długi wdech wie on: Robię długi wdech. Gdy robi długi wydech wie on: Robię długi wydech.
(2) Gdy bierze krótki wdech wie on: Robię krótki wdech. Gdy robi krótki wydech wie on: Robię krótki wydech.
(3) Jasno postrzegając całe ciało (oddechu) będę wdychał – w ten sposób siebie ćwiczy. Jasno postrzegając całe ciało (oddechu) będę wydychał – w ten sposób siebie ćwiczy.
(4) Uspokajając te funkcje ciała będę wdychał – w ten sposób siebie ćwiczy. Uspokajając te funkcje ciała będę wydychał – w ten sposób siebie ćwiczy.
II. (5) Odczuwając zachwyt (pīti) będę wdychał – w ten sposób siebie ćwiczy. Odczuwając zachwyt będę wydychał – w ten sposób siebie ćwiczy.
(6) Odczuwając radość będę wdychał – w ten sposób siebie ćwiczy. Odczuwając radość będę wydychał -w ten sposób siebie ćwiczy.
(7) Odczuwając formację mentalną (citta-sankhāra) będę wdychał – w ten sposób siebie ćwiczy. Odczuwając formację mentalną będę wydychał – w ten sposób siebie ćwiczy.
(8) Uspokajając formację mentalną będę wdychał – w ten sposób siebie ćwiczy. Uspokajając formację mentalną będę wydychał – w ten sposób siebie ćwiczy.
III. (9) Jasno postrzegając umysł (citta) będę wdychał – w ten sposób siebie ćwiczy. Jasno postrzegając umysł będę wydychał – w ten sposób siebie ćwiczy.
(10) Czyniąc umysł radosnym będę wdychał – w ten sposób siebie ćwiczy. Czyniąc umysł radosnym będę wydychał – w ten sposób siebie ćwiczy.
(11) Skupiając umysł będę wdychał – w ten sposób siebie ćwiczy. Skupiając umysł będę wydychał – w ten sposób siebie ćwiczy.
(12) Uwalniając umysł będę wdychał – w ten sposób siebie ćwiczy. Uwalniając umysł będę wydychał – w ten sposób siebie ćwiczy.
IV. (13) Rozmyślając nad nietrwałością (anicca) będę wdychał – w ten sposób siebie ćwiczy. Rozmyślając nad nietrwałością będę wydychał – w ten sposób siebie ćwiczy.
(14) Rozmyślając nad wolnością od przywiązania (virāga) będę wdychał – w ten sposób siebie ćwiczy. Rozmyślając nad wolnością od przywiązania będę wydychał – w ten sposób siebie ćwiczy.
(15) Rozmyślając nad wygaśnięciem (nirodha) będę wdychał – w ten sposób siebie ćwiczy. Rozmyślając nad wygaśnięciem będę wydychał – w ten sposób siebie ćwiczy.
(16) Rozmyślając nad porzuceniem (pat.inissaggānupassanā) będę wdychał – w ten sposób siebie ćwiczy. Rozmyślając nad porzuceniem będę wydychał – w ten sposób siebie ćwiczy .